# Glenn Ferris
Pour les articles homonymes, voir Ferris.
Glenn Ferris est un tromboniste de jazz, né le 27 juin 1950 à Los Angeles.

## Biographie
Alors qu'il étudie la musique classique, de 1958 à 1967, il commence sa carrière de jazzman à 14 ans dans le big band de Don Ellis.
Aux USA, il a joué et enregistré avec les guitaristes John Abercrombie et John Scofield, Michael et Randy Brecker, George Duke, Buddy Miles, Art Pepper, le chanteur de soul Stevie Wonder ou encore Frank Zappa. Il a créé plusieurs groupes, dont Revival (avec J. Walrath) et le Celebration Orchestra.
En 1980, il s'installe en France et se produit en Europe, comme leader de trios, duos ou quartets, ou comme soliste invité d'autres formations, enregistrant irrégulièrement des disques toujours remarqués par la critique.
Il a cofondé au début des années 2000 le groupe BFG avec Emmanuel Bex (orgue) et Simon Goubert (batterie).

## Discographie

### En tant que leader ou coleader
- 1981 : Alive in Paris
- 1995 : Flesh and Stone
- 1996 : Face Lift
- 1997 : Refugees
- 2001 : Chrominance (avec le Chrominance Trio)
- 2001 : Here & now (Bex, Ferris & Goubert)
- 2004 : Skin Me ! (avec le Pentessense Quintet)
- 2006 : X Actimo !  (avec le Pentessense Quintet)
- 2009 : Ferris Wheel (avec le Ferris Wheel Trio)
- 2013 : Now or Never (Bex, Ferris & Goubert)
- 2018 : Animal Love (Ferris Italian quintet)

### En tant qu'accompagnateur
Glenn Ferris a beaucoup enregistré en tant qu'accompagnateur, notamment avec :
- Don Ellis Big Band : Autumn (1968), Goes Underground (1969), Live at the Fillmore (1970), Connection (1972)
- Billy Cobham : Total Eclipse, (1974), Shabazz (1974), Funky Thide of Sings (1975)
- Stevie Wonder : Songs in the Key of Life (1976)
- Vinny Golia Wind Quartet : Live at the Century City Playhouse - Los Angeles, 1979
- Tabou Combo : (1978-1979) Tabou Combo Super Stars  [2],[3]
- Olivier Ker Ourio : Oversea (2007)
- Steve Lacy : Anthem (1989), Itinerary (1991), Clangs (1992)
- Dédé Saint Prix :  Kannel / Wis Way (1989)[4], Lévé (1991)[5]
- François Cotinaud et Enrico Rava : Pyramides (1992)
- Henri Texier « Azur » Quintet : An Indian’s Week (1993), Mosaic Man (1998), String’s Spirit (2002)
- Les Rita Mitsouko : 2 titres sur l'album La Femme trombone (2002)
- Vincent Ségal : T-bone Guarnerius (2003)
- Frank Zappa : Orchestral Favorites (1979), Imaginary Diseases (2006), Zappa Wazoo (2008)
- Graeme Allwright : Graeme Allwright & The Glenn Ferris Quartet - Tant de joies (2000)
- Jacques Vidal : Mingus Spirit  (2006)